# スツルム＝リウヴィル型微分方程式
スツルム＝リウヴィル型微分方程式（-がたびぶんほうていしき、英: Sturm–Liouville equation）とは、ジャック・シャルル・フランソワ・スツルム (1803–1855) と ジョゼフ・リウヴィル (1809–1882) に由来する以下の形の2階の実数係数斉次線形微分方程式
のことである。ここで y は関数であり、x は実数変数である。実数係数関数 p (x ) > 0, q (x ), w (x ) > 0 は予め与えられていて、
w は重み関数と呼ばれる。定数λは未定である。
y = 0 (for ∀x )は任意のλに対して(1)の解であるが、これを自明な解という。自明でない解が存在するかどうかはλに依存する。
予め決められた境界条件のもとで、自明でない(1)の解 y が存在するようなλを見つけることをスツルム＝リウヴィルの固有値問題と呼ぶ。このとき、λを固有値、y を固有関数と呼ぶ。

## 例
微分方程式(1)の左辺の形式をSturm–Liouville 形式 とか 自己随伴形式と呼ぶ。任意の形の2階の線形微分方程式
{\displaystyle P(x)y''+Q(x)y'+R(x)y=0\,}
は以下のように、
{\displaystyle {\begin{aligned}P(x)y''+Q(x)y'+R(x)y&=0\\\exp \left(\int {\frac {Q(x)}{P(x)}}\,\mathrm {d} x\right)\left(y''+{\frac {Q(x)}{P(x)}}y'+{\frac {R(x)}{P(x)}}y\right)&=0\\\left(y'\exp \left(\int {\frac {Q(x)}{P(x)}}\,\mathrm {d} x\right)\right)'+\exp \left(\int {\frac {Q(x)}{P(x)}}\,\mathrm {d} x\right){\frac {R(x)}{P(x)}}y&=0\end{aligned}}}
Sturm–Liouville 形式に変形することができる。
たとえば
ベッセル方程式
{\displaystyle x^{2}y''+xy'+(x^{2}-\nu ^{2})y=0}
は
{\displaystyle (xy')'+xy={\frac {\nu ^{2}}{x}}y}
とSturm–Liouville 形式に変形できる。
その他の例としては、
ルジャンドルの微分方程式
{\displaystyle \left((1-x^{2})y'\right)'+\nu (\nu +1)y=0}
エルミートの微分方程式
{\displaystyle \left(\mathrm {e} ^{-x^{2}}y'\right)'+2\nu \mathrm {e} ^{-x^{2}}y=0}
ラゲールの微分方程式
{\displaystyle \left(x\mathrm {e} ^{-x}y'\right)'+\nu \mathrm {e} ^{-x}y=0}
がある。

## Sturm–Liouville 理論
p (x ) > 0, w (x ) > 0 が成り立ち、かつ、p (x ), p' (x ), q (x ), w (x ) が有限閉区間 [a, b]で連続であり、さらに、分離された同次境界条件
を持つとき、この境界値問題をスツルム＝リウヴィル型の境界値問題という。

スツルム＝リウヴィル型の境界値問題において、以下のことが言える(Sturm–Liouville 理論):
- 固有値はすべて実数で、離散的な値をとる。固有値は最小値をもつが最大値は持たない。
- 固有値を小さい順にλ1 , λ2 , λ3 , ... と番号をつけると、固有値 λn に対応する固有関数 yn (x ) は定数倍をのぞいて実関数として一意に存在し、開区間 (a, b) にn −1 個の零点を持つ。
- 規格化された固有関数は、境界条件(2)(3)を満たす関数のつくるヒルベルト空間において、正規直交基底を形成する。ただし、内積は {\displaystyle \langle f,g\rangle =\int _{a}^{b}f(x)g(x)w(x)\,\mathrm {d} x} で定義される。

なお、p (x ), p' (x ), q (x ), w (x ) が連続という条件が満たされないとき、方程式は弱い意味で成り立つ（弱解）と考えなければいけない。

## 関連図書
- 小谷真一、俣野博：「微分方程式と固有関数展開」、岩波書店、ISBN 4-00-005874-6 (2006年6月9日).